# Санта-Витория (Минас-Жерайс)
Санта-Витория (порт. Santa Vitória) — муниципалитет в Бразилии, входит в штат Минас-Жерайс. Составная часть мезорегиона Триангулу-Минейру-и-Алту-Паранаиба. Входит в экономико-статистический микрорегион Итуютаба. Население составляет 16 204 человека на 2006 год. Занимает площадь 3002,817 км². Плотность населения — 5,4 чел./км².
Праздник города — 31 мая.

## История
Город основан 31 мая 1948 года.

## Статистика
- Валовой внутренний продукт на 2003 год составляет 117 765 339,00 реалов (данные: Бразильский институт географии и статистики).
- Валовой внутренний продукт на душу населения на 2003 год составляет 7234,63 реалов (данные: Бразильский институт географии и статистики).
- Индекс развития человеческого потенциала на 2000 год составляет 0,760 (данные: Программа развития ООН).